# 大司命

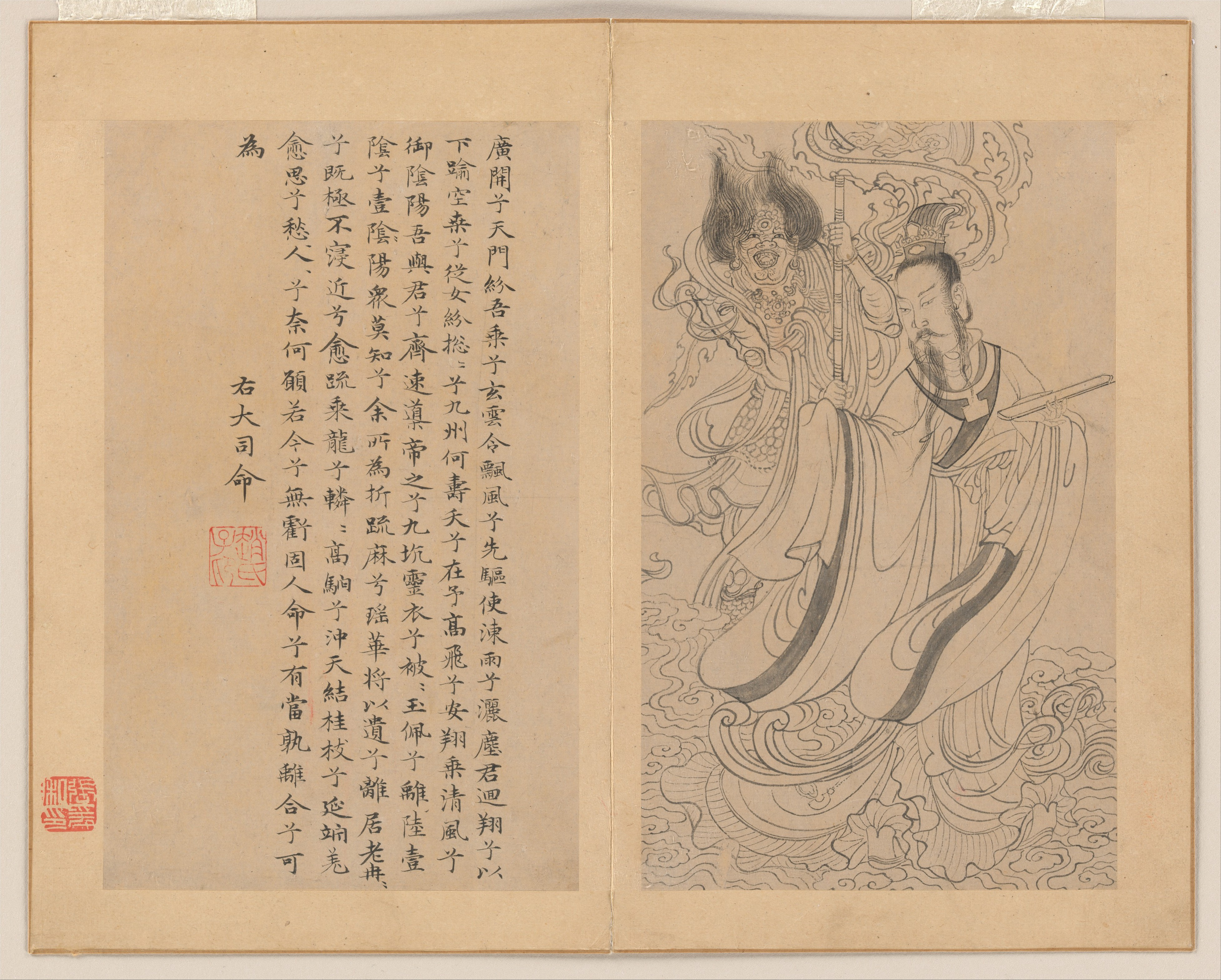

大司命為屈原的《九歌》中提到的一位神明，和少司命為相對的二元神，各家觀點基本上皆認定其為一名男性神明。《宋史·天文志三》：司命二星，在虛北，主舉過、刑罰、滅不祥，又主死亡。太微垣三台，戴震曰：『三台，上台曰司命，主壽夭，九歌之大司命也。』。少司命則在文昌六星之四。

## 司掌
基本上正如其名，各家皆認為他和少司命是司掌命運之神，但命運的細項以及他們兩位神分別掌管哪些命運，各家說法不一，基本上為以下兩類：
- 主生死
- 主壽命
- 司命真君灶神

## 相關
- 少司命
- 九歌

## 外部連結
- 维基文库中的相關文獻：大司命